# Morris la piccola alce
Morris la piccola alce (Morris the Midget Moose) è un film del 1950 diretto da Charles A. Nichols. È un cortometraggio animato prodotto dalla Walt Disney Productions e uscito negli Stati Uniti il 24 novembre 1950, distribuito dalla RKO Radio Pictures. È basato su un racconto di Frank Owen.

## Trama
Lo scarafaggio Bootle Beetle racconta ai suoi nipotini la storia di Morris un piccolo maschio di alce e del suo migliore amico che sono riusciti a riprendere il controllo di un territorio nella foresta, sconfiggendo un terribile prepotentone.

## Distribuzione

### Edizione italiana
Il cortometraggio arrivò in Italia il 9 settembre 1973 all'interno del programma Pippo, Pluto, Paperino supershow; il doppiaggio fu eseguito dalla C.V.D. e curato dal dialoghista Roberto De Leonardis. Tale doppiaggio del corto venne incluso nella VHS Pippo, Pluto, Paperino Supershow, uscita nel gennaio 1984. Nel 1990, per la riedizione VHS, il corto fu ridoppiato dalla Royfilm con la collaborazione del Gruppo Trenta. Tale doppiaggio è stato usato nelle varie occasioni successive.

### Cinema
- Pippo, Pluto, Paperino supershow (1973)[2][3]

### Edizioni home video

#### VHS
- Pippo, Pluto, Paperino Supershow (gennaio 1984)[3][5]
- Pippo, Pluto, Paperino Supershow (aprile 1990)[4]
- Il drago riluttante (febbraio 1993)[6]